# 萨尔茨堡附近圣格奥尔根
萨尔茨堡附近圣格奥尔根（德語：Sankt Georgen bei Salzburg）是奥地利萨尔茨堡州萨尔茨堡城郊县的一个市镇。总面积24.64平方公里，总人口2866人，人口密度110.0人/平方公里（2012年1月1日）。